# Japán óvoda
A japán óvoda a kisgyermeknevelés helyszíne Japánban.

## Leírása
A japán társadalom nagy részben támaszkodik az oktatásra. Maga az óvoda és a kisgyermekgondozás e fontos rendszer legalsó foka, amely nagy mértékben megkönnyítheti az oktatásba való beilleszkedést, ha megfelelően működik. Maga a rendszer közel sem olyan egyszerűen átlátható mint hazánkban, ugyanakkor ez annak is következménye, hogy az utóbbi időkben nagy változásokon ment keresztül. Ennek ellenére a japán szellemiség és nevelési módszerek továbbra is megőrizték egyediségüket.

## Története

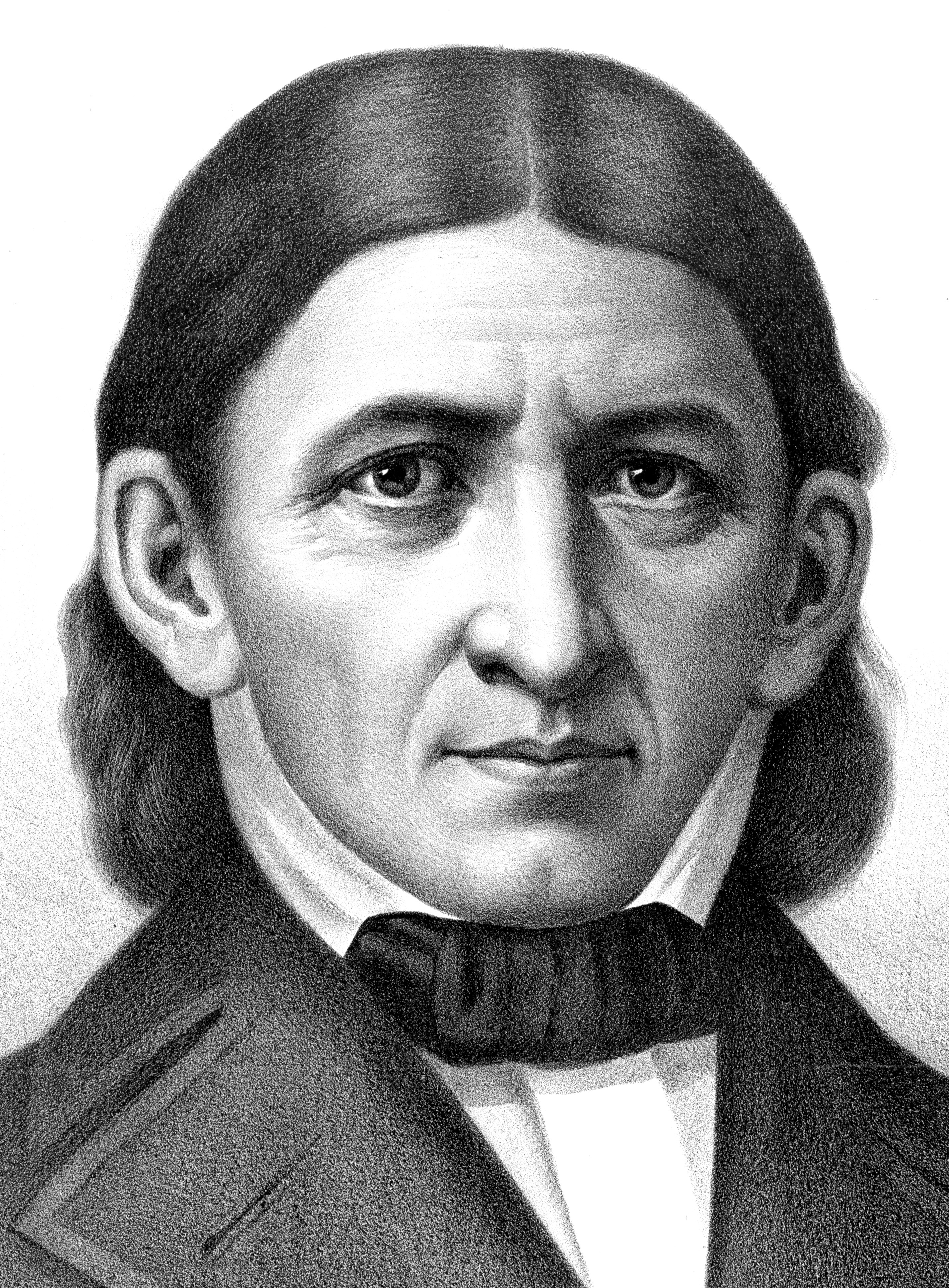
Friedrich Fröbel, 1820 körül

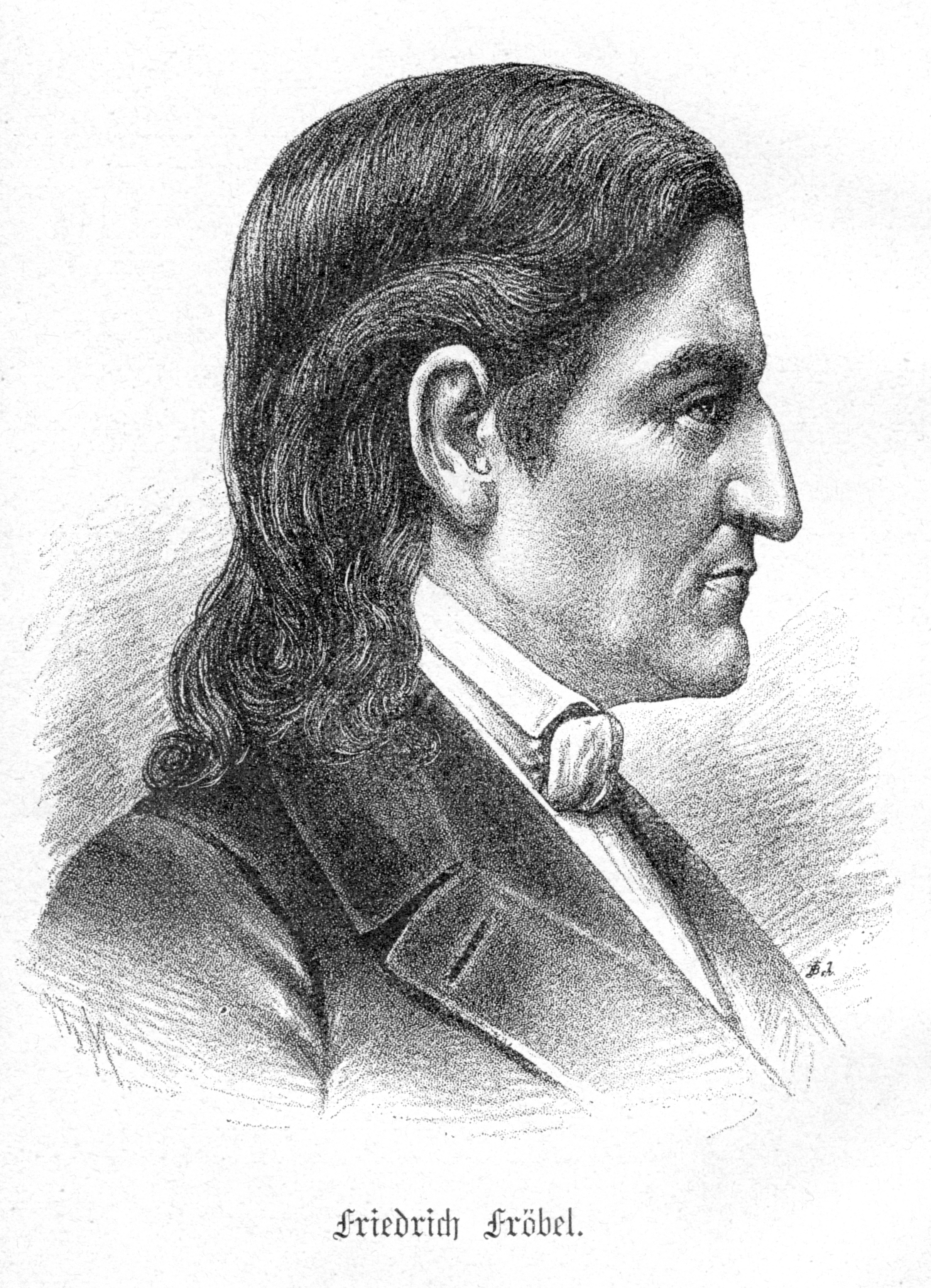
Friedrich Fröbel 1830 körül

Az európai intézményekkel való hasonlóság nem a véletlen eredménye: a japán közoktatás a Mejdzsi restauráció során többek közt a japán közoktatás is átalakult, nyugati mintát követve.
1874-ben rendeletet adtak ki, amely elfogadta a kisgyermeknevelést a közoktatás részeként. Az első óvoda, azaz jócsien 1876-ban alakult meg a Tokiói Női Egyetem diákjai számára azzal a céllal, hogy a diákok gyermekei felügyelet alatt legyenek, amíg édesanyjuk iskolában van. Az iskola igazgatója, Szeki Sinzó egy Németországba utazott delegáció tagjaként ismerkedett meg a német Friedrich Fröbel 19. század első harmadában megalkotott módszerével, majd hazatérve ezt adaptálta az ő intézményébe is. Maga az első óvoda olyan fontos intézménynek bizonyult, hogy még maga az uralkodópár is megjelent a megnyitó ünnepségen.
Az óvoda tantervének kialakítása során nagy hatást gyakorolt az igazgatóra a német Friderich Fröbel óvodai rendszere, aki az óvoda működéséhez három fontos szempontot emelt ki: Az alkotás egységét, a gyermekek egyéniségének tiszteletét, valamint a szabad játék fontosságát. Hitt abban, hogy a tiszta gyermeki léleknek szüksége van a játékra ahhoz, hogy egészséges felnőtté váljon. Ez a kreatív öncselekvést hangsúlyozó felfogás nagyban hasonlított a Japánban általános gyermekszemlélettel, és gyermeknevelési szokásokkal. Ennek köszönhetően az első japán óvodák az ő módszerét szívesen adaptálták.
Ugyanakkor a német módszert a későbbiek során több kritika is érte a szigetországban, mivel japán szempontból nem tűnt elég szabadnak. Erre példa Kurahasi Szózó, aki nem értett egyet Fröbel ún. ajándékaival (amelyek fakockákból és az azokhoz tartozó utasításokból álltak), ezeket ő csupán a szabad játékhoz való eszközként használta volna. Ezt a szabad hozzáállást tükrözte a legelső, 1894-ben létrehozott, a kisgyermeknevelést szabályozó határozat, amelynek kialakításában maga Kurahasi is segítséget nyújtott. Már ezen előírásban is megjelent a játék fontossága, valamint néhány a manapság is kiemelt fejlesztést igénylő területek közül.
A jócsien megalapítása után több évvel, 1890-ben megalapították az első ún. hoikuent, amit magyarul gyermekfelügyelő központnak, esetleg bölcsődének is nevezhetünk. Ez az intézmény a Mejdzsi-restauráció után kialakult ipari fejlődés következtében vált szükségessé, mivel egyre több nő kényszerült munkába állni, így igény keletkezett olyan intézményre, amely akár csecsemőkorú gyermekek felügyeletét is biztosította. Ugyanakkor ez az intézmény eleinte csupán a gyermekek felügyeletével foglalkozott.[2]
Ezzel szemben maga a jócsien eleinte a vagyonosabb osztályok számára nyújtott lehetőségnek számított, és nagy népszerűségnek örvendett egészen a második világháborúig, Azonban a háború következtében ez megváltozott: a gyárakban dolgozni kényszerülő nők gyermekeinek felügyelete lett a fő cél, ezzel a Houiken is egyre elterjedtebbé vált. Ezzel egy időben a korábbi módszerek helyét átvette egy propaganda alapú oktatás-nevelés.
A háború után ismét új tantervet kellett kidolgozni, ami 1947-ben lépett érvénybe. Ez volt az iskolai oktatással foglalkozó törvény, amelyen belül külön kitértek a kisgyermekneveléssel kapcsolatos szabályokra. A két intézmény két külön hivatal alatt működött, ezért továbbra is különböző feladatokat láttak el, valamint ekkor még különböző rétegek számára nyújtottak szolgáltatást. A jócsien pontos meghatározásának kidolgozásában maga Kurahasi is segített, 12 fejlesztendő területet határozott meg, és ezen felül kiemelten fontosnak tartotta a gyerekek boldogságának biztosítását. Eközben a hoikuen számára is ki lett dolgozva egy meghatározás, amely szerint fő célja továbbra is felügyeletet és gondoskodást biztosítani olyan gyermekek számára, akik ezt egyébként nem kapnák meg otthon
1965-ben az óvodákról szóló rendeletet először változtatták meg: kiemelték a szabad játék fontosságát, valamint kiemelten öt fejlesztendő területet határoztak meg.
Emellett a bölcsődékre vonatkozó határozatok változtatására csupán 1998-ban került sor, azzal a céllal, hogy a gyermekjólétet javítsák és egyenlő esélyt adhassanak a gyermekek számára, emellett azonban az óvodai tantervet és módszereket bizonyos tekintetben átvették ezek a központok.
Ezután a csökkenő gyermekvállalás, és a társadalmi változások következtében a két intézményben problémák adódtak. Míg a hoikuenben a túljelentkezés miatt sok gyermek várólistára kerül, addig a jócsienek gyermekhiányt érzékelnek.
Ezen problémák megoldására született meg 2006-ban a rendelet, amely egy teljesen új egységesített intézményt vezetett be az ún. nintei kodomoent, amit gyermekkertre lehetne lefordítani (nyilván a német Kindergarten tükörfordítása). Az eredeti tervek szerint az intézmény feladata az volt, hogy rövid idő alatt leváltsa a korábbi két intézményt. Azonban a bonyolult adminisztráció miatt 2012-ig sem vált olyan népszerűvé, mint ahogy azt elvárták volna. Így a japán oktatásban egyelőre három fajta intézmény is létezik.
A legutóbbi intézkedés, amit bevezettek, a pedagógusok feladatkörének kiterjesztéséről szólt. Eredetileg 2012-ben vezették be, majd kisebb szünet után 2015-ben ismét bemutatták a tervet, amelynek célja gyerekek egyenlő esélyének biztosítása, valamint a fiatal tanácstalan szülők segítése volt. Ez a terv azt indítványozza, hogy a kodomoenek biztosítsanak a szülők számára nevelési tanácsadást.

## A kisgyermekgondozás helye a közoktatásban
A japán közoktatásban valójában három intézmény is létezik, amelyeket kisgyermekek felügyeletére hoztak létre egykor a bölcsőde és óvoda feladatait is ellátó, úgynevezett hoikuent, az óvodához leginkább hasonló jócsient, valamint a legújabb intézményt a gyermekkertet, vagyis a Nintei Kodomoent. Ezek az intézmények a közoktatás legalsó szintjén állnak ezért általánosan elmondható róluk, hogy az ő feladatuk az otthoni szabad nevelés és az általános iskolai tanulás közötti átmenetet biztosítása. Ugyanakkor ezen intézmények sok szempontból eltérnek egymástól.

## Hoikuen

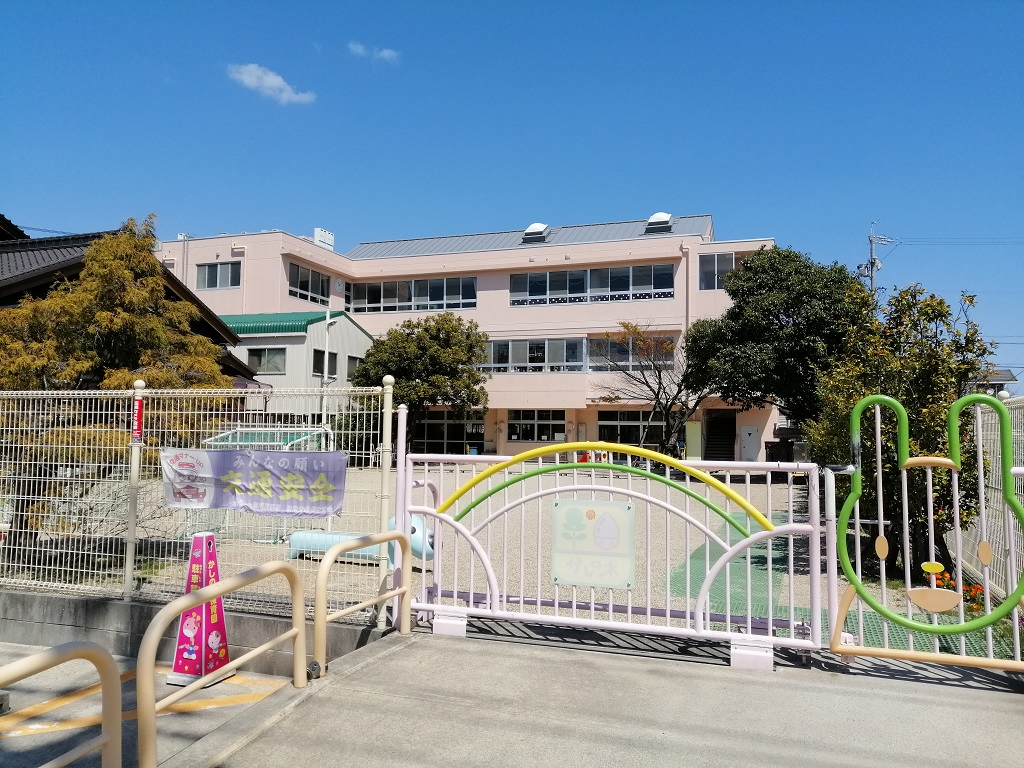
Kashinoki-Hoikuen

Maga a hoikuen, egy úgynevezett gyermekfelügyelő központ. Az MHLW (Egészségügyi, Munkaügyi és Jóléti minisztérium) alatt működik. Bár oktatás is folyik benne, ugyanakkor eredeti célja a szociális jólét elősegítése volt, ennek hatása némileg még ma is jelen van a japán közgondolkozásban, ugyanakkor már egyáltalán nem olyan éles a határ az intézmények között, mint korábban.
Működését tekintve ez az intézmény magyar szemmel nézve leginkább a bölcsőde és az óvoda keverékének tűnhet, mivel ide csecsemőkortól 5 éves korukig járnak a gyermekek, ennek és hosszú napirendjének köszönhetően egyre nagyobb népszerűségnek örvend a szülők között. Délelőtt és délután is biztosítanak felügyeletet, foglalkozásokat a gyerekek számára.
Ugyanakkor a gyermekek száma pedagógusonként ebben az intézményben a legkorlátozottabb. Mivel két hónapos kortól 1 éves korig 3 gyermekenként, 2 éves korig 6 gyermekenként, 3 éves korig 20, valamint 5 éves korig 30 gyermekenként kell jelen lennie egy pedagógusnak.
Nagyobb részük államilag támogatott, ami azt jelenti, hogy a költségek 2/3-adát az állam állja. Ugyanakkor főleg ezt az intézményt érintették azok a rendeletek, amelyek a gyermekvállalást kívánták ösztönözni.

## Jócsien

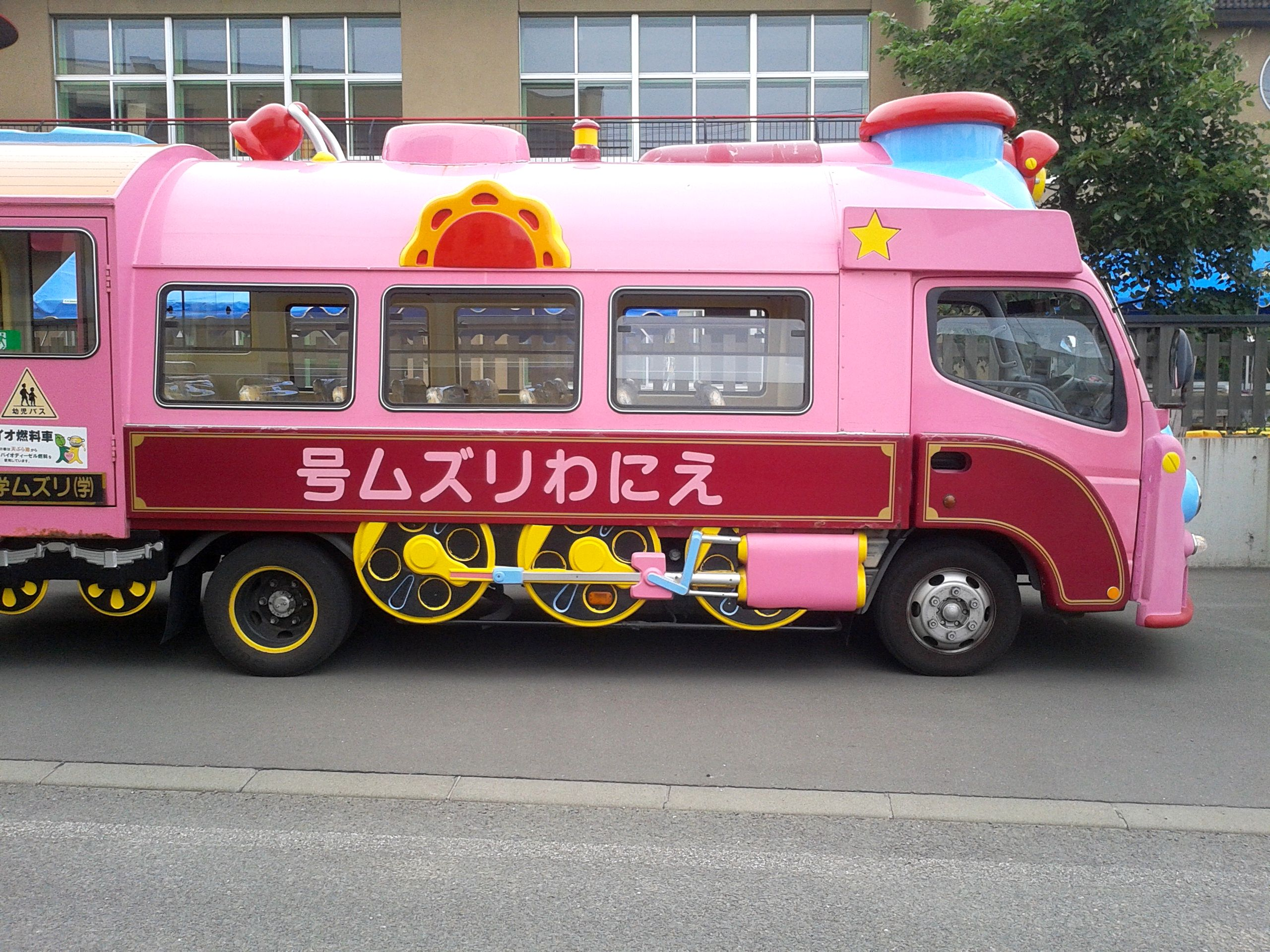
A magán jócsienek általában több szolgáltatásokkal igyekeznek a szülők tetszését megnyerni

A japán óvoda, azaz a jócsien a MEXT (Oktatási Kulturális, Sporttal, Tudománnyal és Technológiával foglalkozó minisztérium) alá tartozik. Ez az intézmény jobban hasonlít a magyar óvodákra mivel 2-3 éves kortól 6 éves korig járhatnak ide a gyerekek. A nyugati mintát alapul véve alakult meg az első ilyen intézmény. A kezdetektől fogva a vagyonosabb családok gyermekeinek oktatása volt a cél ebben az intézményben. Ennek érdekében rendszerint nagyobb súlyt fektettek a tanterv megfelelő kialakítására, valamint a célok meghatározására az évek során. Ugyanakkor a modern társadalomban több okból kifolyólag mégsem olyan népszerű, mint maga a hoikuen. Ennek egyik oka a korlátozott napirend, mivel a legtöbb intézmény eredetileg csak délelőtti programokat kínál, ezért csak olyan családok engedhették meg maguknak, ahol egy szülő vagy nagyszülő otthoni felügyeletet is tudott biztosítani, így egyre kevesebb gyermek, Ugyanakkor mivel ezen intézmények nagyobb része privát kezekben van, így ezek a fennmaradás érdekében jobban képesek igazodni a szülők igényeihez, ezért manapság már a legtöbb privát jócsien délutáni felügyeletet is biztosít. Ezzel egy időben a magánintézmények nagyobb valószínűséggel távolodnak el a hagyományos szabad módszerektől, és igyekeznek magukat azzal népszerűvé tenni, hogy több fejlesztő, felkészítő vagy egyéb foglalkozásokat kínálnak az iskolára való felkészülés érdekében. Azonban az évkorlát miatt ezek az intézmények egy másik problémával találják szemben magukat, mivel a legtöbb szülő nem várja meg gyermekének 3. életévét ahhoz, hogy munkába álljon. Ami az osztályok létszámát illetti egy pedagógus akár 35 gyermekre is felügyelhet, bár gyakran előfordul, hogy egy pedagógiai asszisztens segítséget nyújt neki a nap folyamán.

## Nintei Kodomoen
Az utolsó és egyben legújabb Intézmény a Nintei Kodomoen. Az előző két intézmény problémáinak kiküszöbölésére lett alapítva. A két korábbi intézmény állami hivatal felügyelete alatt áll, amely a MEXT-et és az MHLW-et közös rendeletekkel irányítja. Tulajdonságait tekintve elődei pozitívumait igyekeznek feltüntetni benne. Elsődleges célja a gyermek számára egyenlő esélyekkel oktatást biztosítani, valamint a szülőket segíteni a megfelelő gyermeknevelésben. A Hoiukuenhez hasonlóan 0-6 éves kor között fogad be gyermekeket, ugyanakkor a jócsienhez hasonlóan nagyobb hangsúlyt fektet a gyerekek megfelelő fejlődésére. A csoportlétszámot tekintve rugalmasabb 1 éves korig 3, 2 éves korig 6, majd 3-5 éves korig 20-35 gyermek felügyeletéhez szükséges egy pedagógus. A megengedett létszám ellenére annak érdekében, hogy megfeleljenek a nemzetileg meghatározott elvárásoknak a legtöbb osztályban csupán 20 gyermek van. Ez az intézmény még nem terjedt el olyan mértékben az országban, hogy átvehesse az előző kettő helyét, ugyanakkor a tervek szerint ez a jövőben bekövetkezik, egy egységesebb egyenlő esélyeket kínáló rendszert hoz majd létre az országban.
| A három kisgyermekneveléssel foglalkozó intézmény összehasonlítása: | |                                                                                          | |
|                                                                     | Jócsien:                                                                                              | Hoikuen:                                                                                 | Nintei Kodomoen:                                                                                              |
| Hivatal:                                                            | MEXT (Oktatási Kulturális, Sporttal, Tudománnyal és Technológiával foglalkozó minisztérium)           | MHLW (Egészségügyi, Munkaügyi és Jóléti minisztérium)                                    | MEXT & MHLW                                                                                                   |
| Cél:                                                                | A gyermekek oktatása a környezeten keresztül, a speciális életkori szükségleteiket szem előtt tartja. | Gondoskodni olyan csecsemőkről, és kisgyermekekről akikről egyébként nem gondoskodnának. | Oktatást biztosítani és gondoskodni a gyermekekről valamint nevelési támogatást biztosítani a szülők számára. |
| Törvény:                                                            | Oktatásügyi törvény                                                                                   | Gyermekjóléti törvény                                                                    | Gyermek és gyermeknevelési támogatáshoz kapcsolódó 3 törvény                                                  |
| Kor:                                                                | 3-5                                                                                                   | 0-5                                                                                      | 0-5 |
| Gyermekek száma tanáronként:                                        | 35:1                                                                                                  | 0-1 éves: 3:1 1 éves: 6:1 2 éves. 6:1 3 éves: 20:1 4 éves: 30:1 5 éves: 30:1             | 0-2 éves korig a hoikuenhez hasonló 3-5 éves: 20-35: 1                                                        |

## Gyermekkép

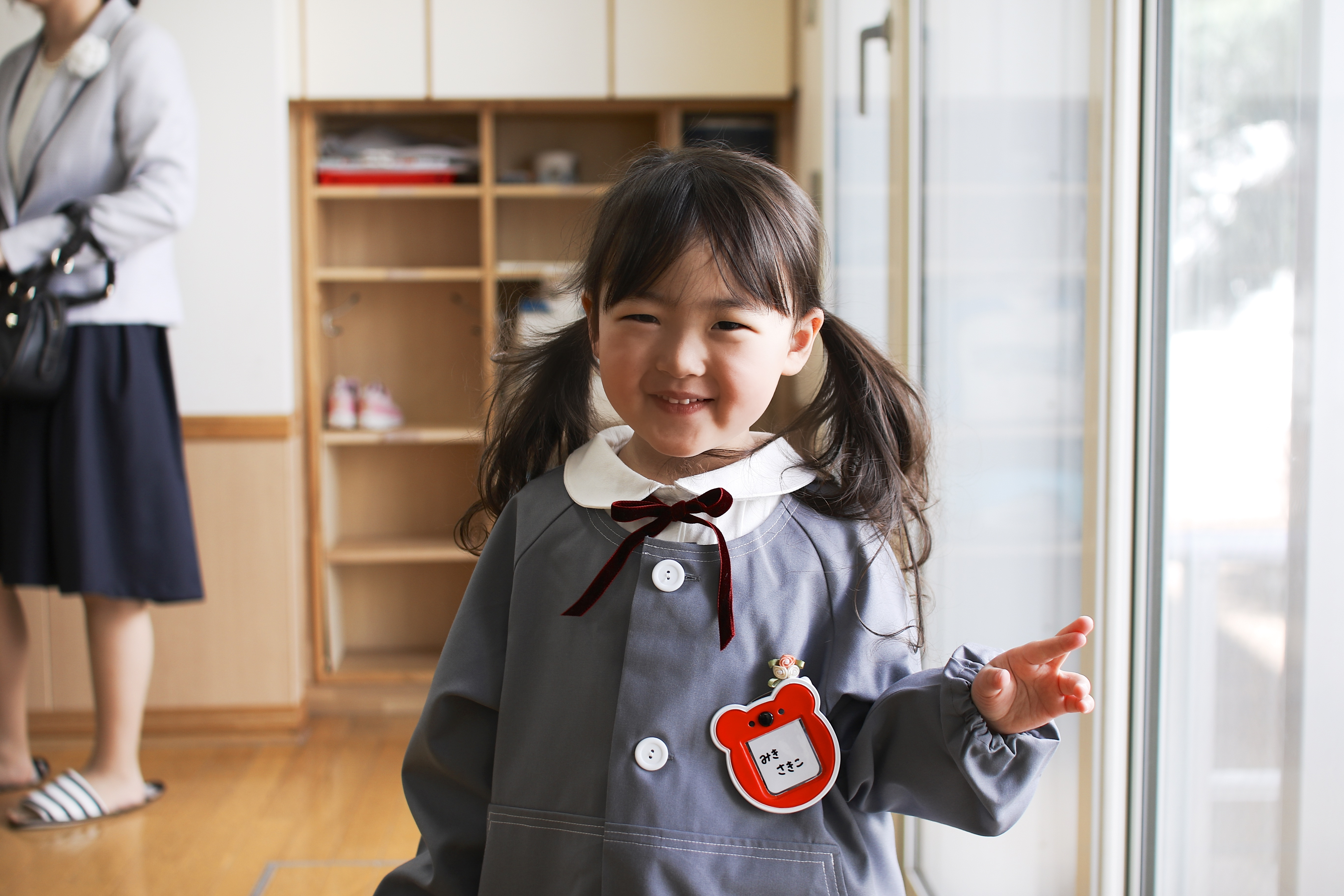
A gyermekeket az istenek gyermekeinek tartották

Régebben Japánban a gyermeknevelést nagy mértékben befolyásolta a vallás, valamint az a hit, hogy a gyerekek 3 éves korukig az istenek gyermekeinek számítanak. Ezzel együtt jár az úgynevezett masiro, azaz tisztagyermek-kép. Ennek eredménye az, hogy a gyermekek rossz cselekedetét külső forrásból kiindulónak tekintik, nem feltételezik azt, hogy a gyermek maga rossz. Ezekből kifolyólag régebben úgy hitték, hogy a gyerekeket nem szabad megríkatni, ezért rendszerint mindent megadtak nekik, amit csak kívántak. Ugyanakkor mivel maga a vallás a modern társadalomban több ember életében háttérbe került, tehát ezen gyermeknevelési módszerek is kissé átalakultak, emellett a gyerekekhez való hozzáállást még manapság is nagyban befolyásolják ezek az egykori hiedelmek.
Ezen kívül a japán gyermeknevelés alapja az anya–gyermek kapcsolat, az úgynevezett amae kapcsolat. Ahogy Takeo Doi pszichológus állítja, ez a kapcsolat alapoz meg minden jövőbeli kapcsolatot a gyermek életében. Ezért manapság is gyakori, hogy az édesanya rengeteg időt tölt a gyermekével, és így alaposan kiismeri őt. Emellett azt is hiszik, hogy a külső hatások segítik az egészséges törvénytisztelő felnőtté válást.
Ezek az elvek nagy mértékben befolyásolják az óvodai gyermekképet is; maga a masiro gyermekkép a legszembetűnőbb. Ebből a tiszta gyermeki felfogásból kiindulva az óvodák úgy tekintenek a gyermekekre, mint formázható tiszta személyiségre. Ez nagyban befolyásolja a pedagógusok hozzáállását és módszereit is.

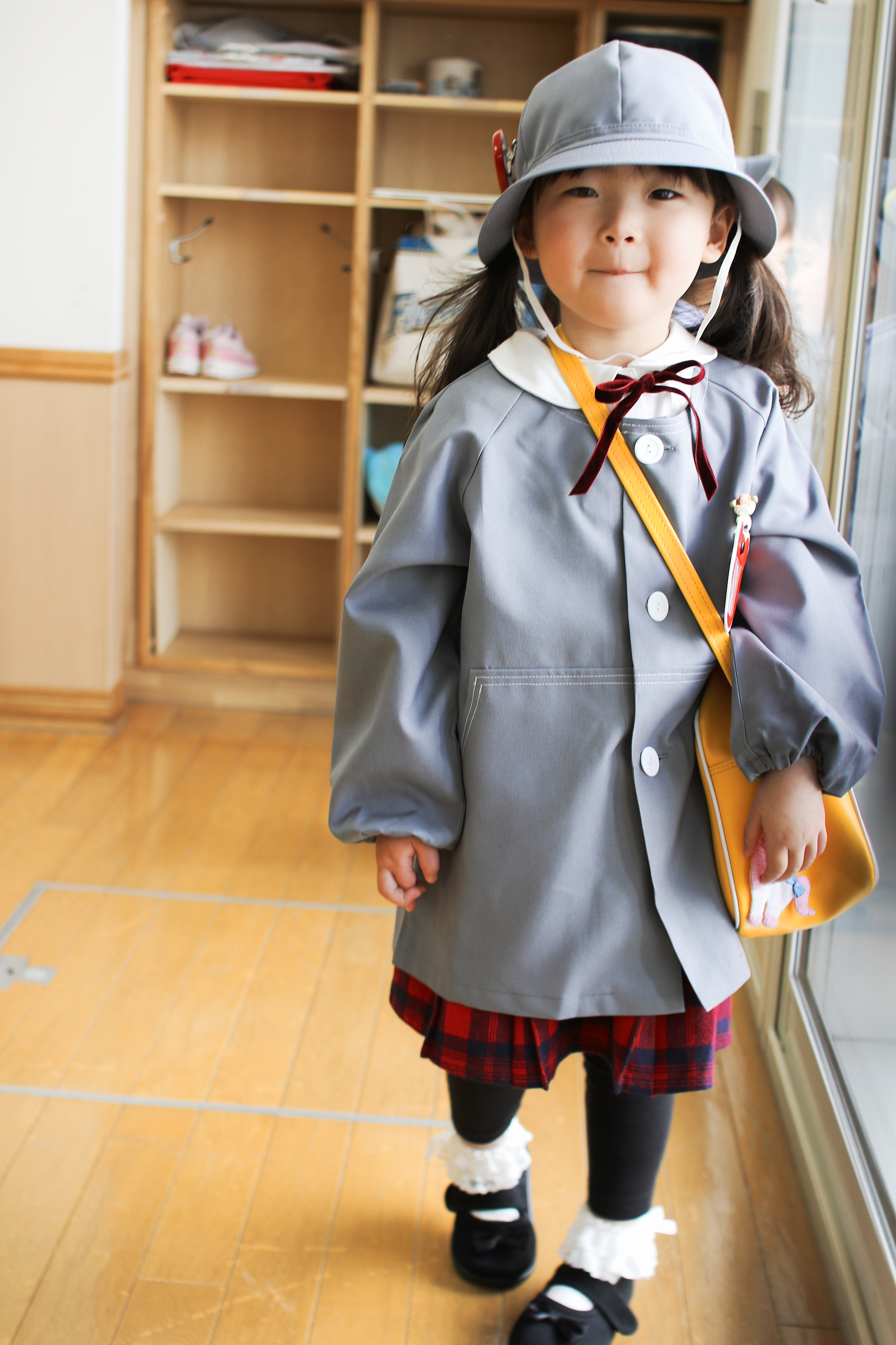
Iikós gyermek

## Cél
Bár mint korábban említettük a különböző intézmények különböző célokkal rendelkeznek, ugyanakkor ezeken kívül a legtöbb intézménynek egységes célja is van. Például azzal kapcsolatban, hogy a gyermek személyiségét hogyan szeretnék fejleszteni. Erre utal a gyermeknevelésben célként kitűzött iiko, azaz jó gyermek elnevezés, ugyanakkor ez nem pusztán egy szabályokat betartó gyermekről szól, hanem olyanról, akit jobban illet az úgynevezett suano megnevezés, azaz egy olyan gyermek, aki figyelemmel van a környezete érzéseire és ebből kifolyólag a környezete iránti tiszteletből tartja be a szabályokat.
Ezen egyedi japán elvárások eléréséhez, természetesen manapság már léteznek a törvényekben meghatározott szempontok, valamint a kiemelten fontos célok is. Ilyenek a gyermekek érzelmi, és szociális fejlődése, valamint az egyéni- és több helyen az együttműködéshez szükséges képességek fejlesztése is. A tantervekben, 5 kiemelt terület szerepel: Egészség, Kapcsolatépítés, Környezetismeret, Beszédfejlesztés és Művészet. Emellett azt is fontosnak tartják, hogy a gyermek megismerje és képes legyen kifejezni az érzelmeit és vágyait.

## Módszerek, és a pedagógus személye
A pedagógus nem mint aktív irányító, hanem mint passzív megfigyelő van jelen a csoportban. Arra ösztönzi a gyerekeket, hogy minél önállóbban tevékenykedjenek. Konfliktusok megoldására ösztönzi a őket. Esetleges fegyelmezés során büntetés helyett inkább igyekszik megmagyarázni a gyermeknek, rávilágítva a következményekre.
Nagy figyelmet fordítanak arra, hogy a napirendben ne elhatárolt programok szerepeljenek, hanem a tevékenységek elvegyüljenek az egész napos játékban. Emellett a pedagógusok nagyon fontosnak tartják a gyermeki játékot, maga a tanterv is kiemelten hangsúlyozza a szabad játék fontosságát és fejlesztő szerepét. Ugyanakkor nem csupán a szabad, de a szerep- és drámajátékok is fontos tevékenységként vannak feltüntetve.
A gyerekek gyakran kapnak önálló feladatokat, így minden gyermek, felelősségtudata fejlődik, valamint esélyt kap, hogy kipróbálja magát vezetői szerepben. Emellett nap folyamán integrált tevékenységeken keresztül sajátítanak el a gyerekek különböző képességeket. De az se ritka, hogy a gyerekeknek kisebb csoportokban kell dolgozniuk, ezek a csoportok általában legalább egy évig ugyanazokból a tagokból állnak.
Emellett azt is fontosnak tartják, hogy a gyermekek minél több tapasztalatot szerezzenek a természetben, ezzel szeretnék a gyermekekben felkelteni a természet szeretetét és tiszteletét.
A pedagógusképzés egy hatszintű rendszerben történik. Az alacsony kereset miatt a legtöbb pedagógus csupán első gyermeke megszületéséig végzi ezt a munkát. Az új törvény hatályba lépésével a pedagógusok egy új feladattal szembesültek, mégpedig azzal, hogy a rászoruló szülőket igény szerint nevelési tanáccsal lássák el.